# Rosema inscita
Rosema inscita är en fjärilsart som beskrevs av William Schaus 1892. Rosema inscita ingår i släktet Rosema och familjen tandspinnare. Inga underarter finns listade.